# Dürener Anzeiger und Unterhaltungsblatt
Der Dürener Anzeiger und Unterhaltungsblatt war die älteste regionale Zeitung für Stadt und Kreis Düren.

## Geschichte
Der Dürener Anzeiger erschien erstmals am 1. August 1818, damals noch unter dem Namen Landräthliches Korrespondenz-Blatt. Somit ist der Dürener Anzeiger die erste Zeitung, die in Düren erschien. Der Dürener Verleger und Druckereibesitzer Franz Knoll gründete die Zeitung auf Anregung des damaligen Landrates Freiherr Gerhard von Lommessem. 1839 wurde das Landräthliche Korrespondenz-Blatt dann in Dürener Anzeiger und Unterhaltungsblatt umbenannt. Diesen Namen behielt das Blatt bis zur Einstellung 1909 bei.
Nahezu 40 Jahre war der Dürener Anzeiger die einzige große Zeitung in der Umgebung, erst mit dem seit 1854 erscheinenden Verkündiger für den Kreis Düren erhielt die Zeitung eine starke ernsthafte Konkurrenz. Anfang 1890 wechselte der Eigentümer der Zeitung. Familie Knoll verkaufte die Zeitung, welche sie seit drei Generationen führte, an die Actiengesellschaft für Zeitungsverlag und Druckerei am Kaiserplatz in Düren. Verleger waren zunächst Franz Knoll, danach Joseph Knoll und zum Schluss Hugo Knoll.
Im März 1909 erschien der letzte Dürener Anzeiger. Das Erscheinen wurde eingestellt, da die 1872 gegründete Dürener Zeitung den Dürener Anzeiger übernahm. Seitdem führte die Dürener Zeitung unter ihrem Namen auch den Titel Dürener Anzeiger. Noch heute steht im Impressum der Dürener Zeitung auch der Name des Dürener Anzeigers.
Viele Ausgaben des Dürener Anzeigers sind erhalten und befinden sich im Stadt- und Kreisarchiv in Düren.